# Lista planetelor minore/180201–180300
Aceasta este Lista planetelor minore/180201–180300; pentru a naviga prin lista completă vezi Lista planetelor minore.
Pentru ale detalii vezi și Proiect:Astronomie sau Portal:Astronomie.
| Nume     | Denumire provizorie | Data descoperirii  | Locul descoperirii | Descoperitor(i)                |
| -------- | ------------------- | ------------------ | ------------------ | ------------------------------ |
| 180201 - | 2003 ST251          | 26 septembrie 2003 | Socorro            | LINEAR                         |
| 180202 - | 2003 SO258          | 28 septembrie 2003 | Kitt Peak          | Spacewatch                     |
| 180203 - | 2003 SU259          | 28 septembrie 2003 | Kitt Peak          | Spacewatch                     |
| 180204 - | 2003 SB295          | 28 septembrie 2003 | Socorro            | LINEAR                         |
| 180205 - | 2003 SD295          | 28 septembrie 2003 | Socorro            | LINEAR                         |
| 180206 - | 2003 SH298          | 18 septembrie 2003 | Haleakala          | NEAT                           |
| 180207 - | 2003 SH305          | 17 septembrie 2003 | Palomar            | NEAT                           |
| 180208 - | 2003 SD311          | 29 septembrie 2003 | Socorro            | LINEAR                         |
| 180209 - | 2003 SF312          | 30 septembrie 2003 | Kitt Peak          | Spacewatch                     |
| 180210 - | 2003 SP318          | 18 septembrie 2003 | Socorro            | LINEAR                         |
| 180211 - | 2003 TE5            | 2 octombrie 2003   | Kitt Peak          | Spacewatch                     |
| 180212 - | 2003 UE1            | 16 octombrie 2003  | Palomar            | NEAT                           |
| 180213   | 2003 UM8            | 19 octombrie 2003  | Wrightwood         | J. W. Young⁠(d)                 |
| 180214 - | 2003 UB9            | 17 octombrie 2003  | Socorro            | LINEAR                         |
| 180215 - | 2003 UK9            | 16 octombrie 2003  | Kitt Peak          | Spacewatch                     |
| 180216   | 2003 UY9            | 20 octombrie 2003  | Wrightwood         | J. W. Young⁠(d)                 |
| 180217 - | 2003 UL23           | 22 octombrie 2003  | Kitt Peak          | Spacewatch                     |
| 180218 - | 2003 UB29           | 22 octombrie 2003  | Kvistaberg⁠(d)      | Uppsala-DLR Asteroid Survey⁠(d) |
| 180219 - | 2003 UX39           | 16 octombrie 2003  | Kitt Peak          | Spacewatch                     |
| 180220 - | 2003 UG44           | 18 octombrie 2003  | Kitt Peak          | Spacewatch                     |
| 180221 - | 2003 UR55           | 18 octombrie 2003  | Palomar            | NEAT                           |
| 180222 - | 2003 UA98           | 19 octombrie 2003  | Anderson Mesa      | LONEOS                         |
| 180223 - | 2003 UD107          | 19 octombrie 2003  | Kitt Peak          | Spacewatch                     |
| 180224 - | 2003 UO123          | 19 octombrie 2003  | Kitt Peak          | Spacewatch                     |
| 180225 - | 2003 UG127          | 21 octombrie 2003  | Kitt Peak          | Spacewatch                     |
| 180226 - | 2003 UM130          | 18 octombrie 2003  | Palomar            | NEAT                           |
| 180227 - | 2003 UN131          | 19 octombrie 2003  | Palomar            | NEAT                           |
| 180228 - | 2003 UQ135          | 21 octombrie 2003  | Palomar            | NEAT                           |
| 180229 - | 2003 UZ143          | 18 octombrie 2003  | Anderson Mesa      | LONEOS                         |
| 180230 - | 2003 UW147          | 18 octombrie 2003  | Palomar            | NEAT                           |
| 180231 - | 2003 UD149          | 19 octombrie 2003  | Haleakala          | NEAT                           |
| 180232 - | 2003 UJ180          | 21 octombrie 2003  | Socorro            | LINEAR                         |
| 180233 - | 2003 UU192          | 30 octombrie 2003  | Socorro            | LINEAR                         |
| 180234 - | 2003 UY195          | 20 octombrie 2003  | Kitt Peak          | Spacewatch                     |
| 180235 - | 2003 UF196          | 21 octombrie 2003  | Kitt Peak          | Spacewatch                     |
| 180236 - | 2003 UG199          | 21 octombrie 2003  | Socorro            | LINEAR                         |
| 180237 - | 2003 UT224          | 22 octombrie 2003  | Kitt Peak          | Spacewatch                     |
| 180238 - | 2003 UP225          | 22 octombrie 2003  | Socorro            | LINEAR                         |
| 180239 - | 2003 UY226          | 23 octombrie 2003  | Kitt Peak          | Spacewatch                     |
| 180240 - | 2003 UB244          | 24 octombrie 2003  | Socorro            | LINEAR                         |
| 180241 - | 2003 UC247          | 24 octombrie 2003  | Socorro            | LINEAR                         |
| 180242 - | 2003 UE247          | 24 octombrie 2003  | Socorro            | LINEAR                         |
| 180243 - | 2003 UQ252          | 26 octombrie 2003  | Kitt Peak          | Spacewatch                     |
| 180244 - | 2003 UN254          | 24 octombrie 2003  | Kitt Peak          | Spacewatch                     |
| 180245 - | 2003 UN259          | 25 octombrie 2003  | Socorro            | LINEAR                         |
| 180246 - | 2003 UO261          | 26 octombrie 2003  | Kitt Peak          | Spacewatch                     |
| 180247 - | 2003 UY263          | 27 octombrie 2003  | Kitt Peak          | Spacewatch                     |
| 180248 - | 2003 UX265          | 27 octombrie 2003  | Kitt Peak          | Spacewatch                     |
| 180249 - | 2003 UH274          | 30 octombrie 2003  | Socorro            | LINEAR                         |
| 180250 - | 2003 UG281          | 28 octombrie 2003  | Socorro            | LINEAR                         |
| 180251 - | 2003 UM283          | 30 octombrie 2003  | Socorro            | LINEAR                         |
| 180252 - | 2003 UU283          | 30 octombrie 2003  | Socorro            | LINEAR                         |
| 180253 - | 2003 UO314          | 24 octombrie 2003  | Kitt Peak          | Spacewatch                     |
| 180254 - | 2003 VY1            | 2 noiembrie 2003   | Socorro            | LINEAR                         |
| 180255 - | 2003 VM9            | 15 noiembrie 2003  | Palomar            | NEAT                           |
| 180256 - | 2003 VE10           | 15 noiembrie 2003  | Palomar            | NEAT                           |
| 180257 - | 2003 WM3            | 16 noiembrie 2003  | Catalina           | CSS                            |
| 180258 - | 2003 WT5            | 18 noiembrie 2003  | Palomar            | NEAT                           |
| 180259 - | 2003 WN8            | 16 noiembrie 2003  | Kitt Peak          | Spacewatch                     |
| 180260 - | 2003 WG12           | 18 noiembrie 2003  | Palomar            | NEAT                           |
| 180261 - | 2003 WA15           | 16 noiembrie 2003  | Kitt Peak          | Spacewatch                     |
| 180262 - | 2003 WH18           | 19 noiembrie 2003  | Socorro            | LINEAR                         |
| 180263 - | 2003 WR19           | 19 noiembrie 2003  | Socorro            | LINEAR                         |
| 180264 - | 2003 WK24           | 19 noiembrie 2003  | Kitt Peak          | Spacewatch                     |
| 180265 - | 2003 WC27           | 16 noiembrie 2003  | Kitt Peak          | Spacewatch                     |
| 180266 - | 2003 WQ34           | 19 noiembrie 2003  | Kitt Peak          | Spacewatch                     |
| 180267 - | 2003 WG36           | 19 noiembrie 2003  | Kitt Peak          | Spacewatch                     |
| 180268 - | 2003 WH38           | 19 noiembrie 2003  | Socorro            | LINEAR                         |
| 180269 - | 2003 WB41           | 19 noiembrie 2003  | Kitt Peak          | Spacewatch                     |
| 180270 - | 2003 WY45           | 20 noiembrie 2003  | Socorro            | LINEAR                         |
| 180271 - | 2003 WZ49           | 19 noiembrie 2003  | Socorro            | LINEAR                         |
| 180272 - | 2003 WD58           | 18 noiembrie 2003  | Kitt Peak          | Spacewatch                     |
| 180273 - | 2003 WH60           | 18 noiembrie 2003  | Palomar            | NEAT                           |
| 180274 - | 2003 WC63           | 19 noiembrie 2003  | Kitt Peak          | Spacewatch                     |
| 180275 - | 2003 WV63           | 19 noiembrie 2003  | Kitt Peak          | Spacewatch                     |
| 180276 - | 2003 WU64           | 19 noiembrie 2003  | Socorro            | LINEAR                         |
| 180277 - | 2003 WY65           | 19 noiembrie 2003  | Kitt Peak          | Spacewatch                     |
| 180278 - | 2003 WS70           | 20 noiembrie 2003  | Palomar            | NEAT                           |
| 180279 - | 2003 WX72           | 20 noiembrie 2003  | Socorro            | LINEAR                         |
| 180280 - | 2003 WO73           | 20 noiembrie 2003  | Socorro            | LINEAR                         |
| 180281 - | 2003 WP76           | 19 noiembrie 2003  | Socorro            | LINEAR                         |
| 180282 - | 2003 WC78           | 20 noiembrie 2003  | Kitt Peak          | Spacewatch                     |
| 180283 - | 2003 WH81           | 20 noiembrie 2003  | Kitt Peak          | Spacewatch                     |
| 180284 - | 2003 WQ86           | 21 noiembrie 2003  | Socorro            | LINEAR                         |
| 180285 - | 2003 WC90           | 16 noiembrie 2003  | Kitt Peak          | Spacewatch                     |
| 180286 - | 2003 WT90           | 18 noiembrie 2003  | Palomar            | NEAT                           |
| 180287 - | 2003 WX94           | 19 noiembrie 2003  | Anderson Mesa      | LONEOS                         |
| 180288 - | 2003 WH102          | 21 noiembrie 2003  | Socorro            | LINEAR                         |
| 180289 - | 2003 WO104          | 21 noiembrie 2003  | Socorro            | LINEAR                         |
| 180290 - | 2003 WH109          | 20 noiembrie 2003  | Socorro            | LINEAR                         |
| 180291 - | 2003 WZ113          | 20 noiembrie 2003  | Socorro            | LINEAR                         |
| 180292 - | 2003 WJ119          | 20 noiembrie 2003  | Socorro            | LINEAR                         |
| 180293 - | 2003 WS119          | 20 noiembrie 2003  | Socorro            | LINEAR                         |
| 180294 - | 2003 WG120          | 20 noiembrie 2003  | Socorro            | LINEAR                         |
| 180295 - | 2003 WQ120          | 20 noiembrie 2003  | Socorro            | LINEAR                         |
| 180296 - | 2003 WM127          | 20 noiembrie 2003  | Socorro            | LINEAR                         |
| 180297 - | 2003 WW127          | 20 noiembrie 2003  | Socorro            | LINEAR                         |
| 180298 - | 2003 WG129          | 21 noiembrie 2003  | Socorro            | LINEAR                         |
| 180299 - | 2003 WP130          | 21 noiembrie 2003  | Socorro            | LINEAR                         |
| 180300 - | 2003 WY132          | 21 noiembrie 2003  | Socorro            | LINEAR                         |